# Ellen Särnevång
Ellen Tyra Särnevång, född 13 september 2002, är en svensk sångare, skådespelare och barnprogramledare.
Särnevång är medlem i showgruppen Bring it. 2022 spelade hon rollen som Annika i uppsättningen av Pippi Långstrump kommer till stan på Nöjesteatern i Malmö. Under våren 2024 programledde hon Fixa Rummet på SVT Barn. Hon har även medverkat SVT Barns program Jullov. 2024 och 2025 var hon programledare för SVT-produktionen Sommarlov.